# Secretaris-generaal van de Verenigde Naties
De secretaris-generaal van de Verenigde Naties is het hoofd van het Secretariaat van de Verenigde Naties, een van de belangrijkste organen van dat instituut. Hij wordt daarom feitelijk als het hoofd van de Verenigde Naties beschouwd.

## Achtergrond
De secretaris-generaal wordt normaal gesproken aangesteld voor een termijn van vijf jaar, die meestal verlengd wordt tot tien jaar. Hij of zij wordt gekozen door de Algemene Vergadering van de Verenigde Naties op aanbeveling van de Veiligheidsraad. De meeste secretarissen hebben een vlekkeloze achtergrond en komen uit middelgrote landen. Grote namen worden bij een aanstaande benoeming vaak genoemd, maar zij worden nooit gekozen.
De post van secretaris-generaal wordt toegewezen in een roulatieschema over de continenten, waarbij vanaf 2007 Azië aan de beurt was. De Veiligheidsraad heeft op 9 oktober 2006 Ban Ki-moon, de minister van Buitenlandse Zaken van Zuid-Korea, officieel als kandidaat voorgedragen, na verschillende officieuze stemrondes, als gevolg waarvan de kandidaten uit andere Aziatische landen zich terugtrokken. Op 13 oktober is Ban door de Algemene Vergadering benoemd tot opvolger van Kofi Annan.
De secretaris-generaal wordt in het Amerikaanse departement van het leger protocolair als een viersterrengeneraal behandeld. Hij is ook een erkende "fons honorum" en sticht en verleent onderscheidingen waaronder de talloze Medailles voor Vredesmissies van de Verenigde Naties.

## Lijst van secretarissen-generaal
| –      | Gladwyn Jebb            | Baron Gladwyn Jebb (1900–1996) (waarnemend) | 25 oktober 1945 - 2 februari 1946   | Ambassadeur (1940–1945)                                                             | Verenigd Koninkrijk |
| 1      | Trygve Lie              | Trygve Lie (1896–1968)                      | 2 februari 1946 - 10 november 1952  | Minister van Buitenlandse Zaken (1940–1946)                                         | Noorwegen           |
| Vacant |                         |                                             |                                     |                                                                                     |                     |
| 2      | Dag Hammarskjöld        | Dag Hammarskjöld (1905–1961)                | 10 april 1953 - 18 september 1961   | Minister zonder portefeuille (1951–1953)                                            | Zweden              |
| Vacant |                         |                                             |                                     |                                                                                     |                     |
| 3      | U Thant                 | U Thant (1909–1974)                         | 30 november 1961 - 31 december 1971 | Ambassadeur (1957–1961)                                                             | Myanmar             |
| 4      | Kurt Waldheim           | Kurt Waldheim (1918–2007)                   | 1 januari 1972 - 31 december 1981   | Minister van Buitenlandse Zaken (1968–1970)                                         | Oostenrijk          |
| 5      | Javier Pérez de Cuéllar | Javier Pérez de Cuéllar (1920–2020)         | 1 januari 1982 - 31 december 1991   | Ambassadeur (1964–1971)                                                             | Peru                |
| 6      | Boutros Boutros-Ghali   | Boutros Boutros-Ghali (1922–2016)           | 1 januari 1992 - 31 december 1996   | Minister van Buitenlandse Zaken (1977, 1978–1979)                                   | Egypte              |
| 7      | Kofi Annan              | Kofi Annan (1938–2018)                      | 1 januari 1997 - 31 december 2006   | Onder- Secretaris-generaal (1993–1996)                                              | Ghana               |
| 8      | Ban Ki-moon             | Ban Ki-moon (1944)                          | 1 januari 2007 - 31 december 2016   | Minister van Buitenlandse Zaken (2004–2006)                                         | Zuid-Korea          |
| 9      | António Guterres        | António Guterres (1949)                     | 1 januari 2017 - heden              | Premier van Portugal (1995–2002) Hoge Commissaris voor de Vluchtelingen (2005–2015) | Portugal            |